# Тодор Мицов
Тодор Мицов (на македонска литературна норма: Тодор Мицов) е поет, романист, разказвач и литературен критик от Република Македония.

## Биография
Роден е през 1945 година в кочанското село Калиманци, тогава в Югославия. Завършва Философския факултет на Скопския университет. Работи в „Трибина македонска“, Скопие, като главен и отговорен редактор на агросписанието „Трибина“. Член е на Дружеството на писателите на Македония от 1975 година. Умира в 2004 година в Скопие.